# Klippers de Kindersley
Pour les articles homonymes, voir klipper et Kindersley (homonymie).
Les Klippers de Kindersley sont une équipe de hockey sur glace de la Ligue de hockey junior de la Saskatchewan. L'équipe est basée à Kindersley dans la province de la Saskatchewan au Canada.

## Historique
L'équipe est créée en 1991 sous le nom des Titans de Saskatoon. Mais face au manque d'affluence, elle déménage en 1993 à Kindersley et prend le nom des Klippers.

## Palmarès
- Coupe Membercare : 2002, 2004.
- Coupe Anavet : 2004.